# Gerard Davis
Gerard Davis (* 25. September 1977) ist ein neuseeländischer Fußballspieler, der aktuell für die Glenfield Rovers in seinem Heimatland aktiv ist. Außerdem spielte er von 2000 bis 2003 für die neuseeländische Fußballnationalmannschaft.

## Karriere
Davis spielte bis 1998 an der Stanford University in Kalifornien Fußball, ehe er 2000 in sein Heimatland zu den Football Kingz zurückkehrte. 2002 spielte er für eine Saison beim finnischen Erstligisten Tampere United, für den er acht Spiele absolvierte. 2003 wechselte er zu den Eastern Suburbs nach Auckland, 2005 spielte er bei Waitakere United. 2006 unterschrieb er schließlich einen Vertrag bei den Glenfield Rovers aus Auckland, für die er auch heute noch aktiv ist.
Mit der Nationalmannschaft seines Landes konnte Davis 2002 den OFC-Nationen-Pokal gewinnen. Sein Debüt gab er im Juni 2000 beim Spiel gegen Vanuatu. Insgesamt absolvierte er 23 Länderspiele.

## Erfolge
- OFC-Nationen-Pokal:
  - 2002